# Kriegerdenkmal (Berlin-Marzahn)

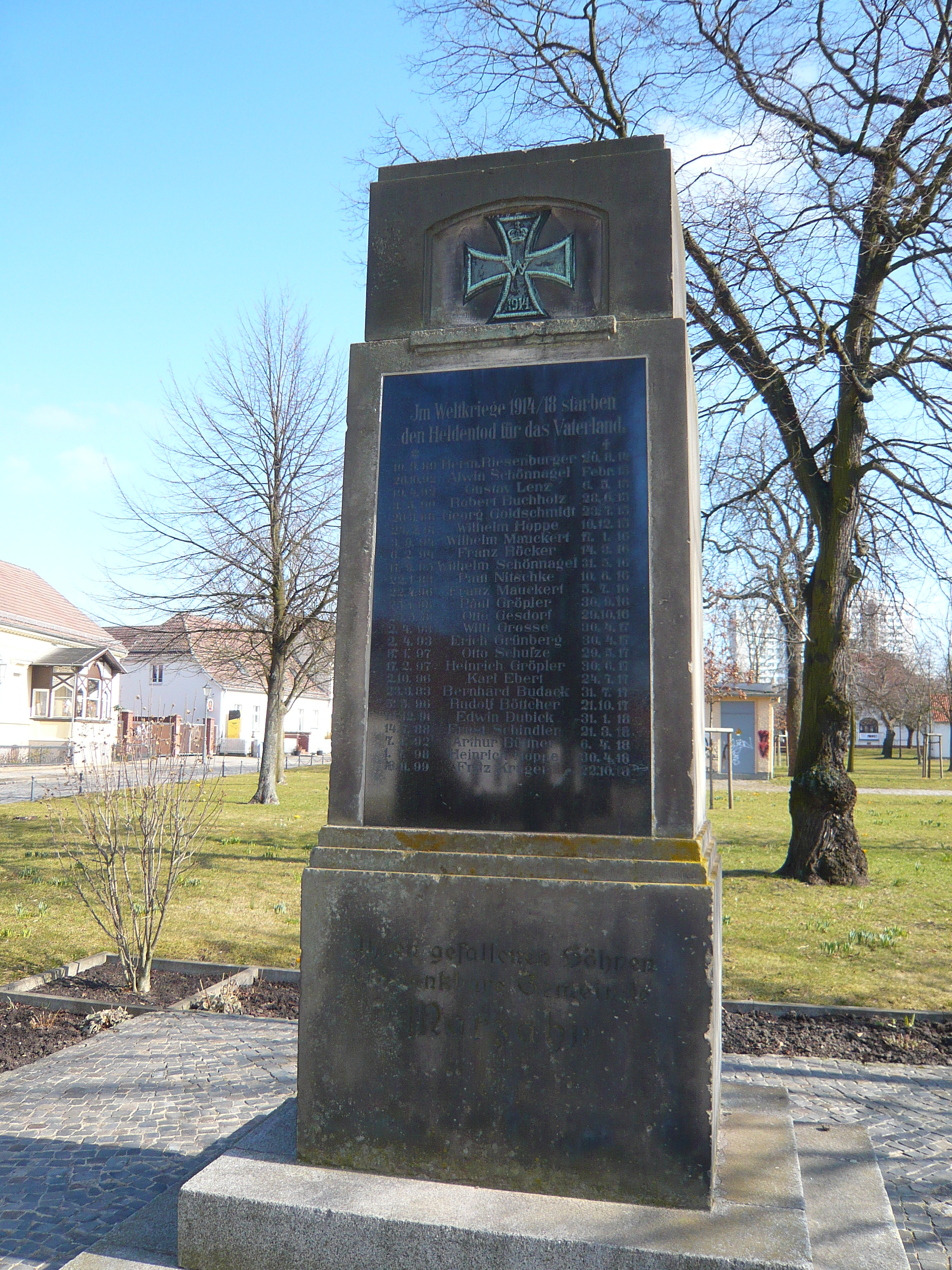
Kriegerdenkmal in Berlin-Marzahn

Das Kriegerdenkmal ist ein Baudenkmal im Berliner Ortsteil Marzahn des Bezirks Marzahn-Hellersdorf.

## Geschichte
Das im Jahr 1920 errichtete Kriegerdenkmal am westlichen Ende des Dorfangers in Alt-Marzahn erinnert mit den Namensinschriften an 25 Marzahner Opfer des Ersten Weltkriegs. Das jüngste Opfer fiel am 22. Oktober 1918, kurz vor seinem 19. Geburtstag am 18. November. Im Jahr 1933 war der Stein von einem Preußischen Adler gekrönt, der in den folgenden Jahren mehrfach beschädigt wurde und später verschwand.